# Liste der Baudenkmäler in Titz
Die Liste der Baudenkmäler in Titz enthält die denkmalgeschützten Bauwerke auf dem Gebiet der Gemeinde Titz im Kreis Düren in Nordrhein-Westfalen. Diese Baudenkmäler sind in der Denkmalliste der Gemeinde Titz eingetragen; Grundlage für die Aufnahme ist das Denkmalschutzgesetz Nordrhein-Westfalen (DSchG NRW).

| Bild                                                      | Bezeichnung                                               | Lage                                                | Beschreibung | Bauzeit       | Eingetragen seit | Denkmal- nummer |
| --------------------------------------------------------- | --------------------------------------------------------- | --------------------------------------------------- | --- | ------------- | ---------------- | --------------- |
| Wegekreuz                                                 | Wegekreuz                                                 | Ameln Güstener Straße 20 Karte                      | ca. 3,50 m hohes Wegekreuz aus Blaustein mit Zementflickstellen; hohem Sockel mit verwitterter Inschrift, erneuertes Gesims mit Sakramentskonsolen; Nische mit Relief des hl. Nikolaus; muschelförmiger Abschluss; Korpus in Flachrelief. | 18. Jh.       | 18.02.1992       | 72              |
| Kath. Pfarrhaus                                           | Kath. Pfarrhaus                                           | Ameln Güstener Straße 5 Karte                       | 2-geschossiges Backsteinhaus, traufenständig zu 5 Achsen, Eingang mit neuer Tür in der Mittelachse, Blausteingewände; Fenster mit Blaustein-Sohlbänken; Giebelseite und rückwärtige Traufseite zu jeweils 3 Achsen, an der rückwärtigen Traufseite neue veränderte Fenster teilweise zugesetzt, hochstehendes Traufgesims, Krüppelwalmdach; an der linken Hausseite kleiner, 1-achsiger, 1-geschossiger Anbau. | 1852–53       | 24.04.1986       | 15              |
| Vierkant-Hofanlage                                        | Vierkant-Hofanlage                                        | Ameln Hauptstraße 4 Karte                           | Frühes 19. Jahrhundert; große Vierkant-Hofanlage aus Backstein, Wohnhaus an der hinteren Seite des Hofes, an der Rückseite neuer Balkenausbau; Wohnhaus verputzt, 2-geschossig, Fassade zu 5 Achsen, Eingang in der Mittelachse, mit Werksteingewände, neuere Tür, Oberlicht, neuer, kleiner Freitreppe, Ganzglasfenster in Werksteingewänden, Initialen in Maueranker an der Fassade; Wappenstein über dem Eingang; Walmdach; Wirtschaftsgebäude an der rechten Hofseite 19. Jh., Begrenzungen zur Straße 20. Jh. Guter repräsentativer Bau in den regionaltypischen Formen. | frü. 18. Jh.  | 24.04.1986       | 11              |
| Hofanlage aus Backstein und Fachwerk mit Wohnhaus         | Hofanlage aus Backstein und Fachwerk mit Wohnhaus         | Ameln Hauptstraße 5 Karte                           | Hofanlage aus Backstein und Fachwerk; Wohnhaus traufenständig, 2-geschossig, 5-achsig, Fassade massiv; Eingang mit Werksteingewände und Sprossenoberlicht in der Mittelachse, Fenster des 19. Jh., Datierung in Maueranker an der Traufseite 1867; rechte Giebelseite in Backstein; linke Giebelwand und Traufseite zum Hof aus Fachwerk, Geschossbauweise mit durchgezapften Ankerbalken; rückwärtig im OG originale kleine Fensteröffnungen; Satteldach, zum Hof über Bögen herabgezogen; an der Rückseite des Hofes Fachwerkscheune mit Satteldach, 18. Jh. | 18. Jh.       | 25.06.1991       | 58              |
| Hofanlage aus Backstein und Fachwerk                      | Hofanlage aus Backstein und Fachwerk                      | Ameln Hauptstraße 8 Karte                           | Datierung im Fachwerk 1753; Kleine Hofanlage aus Backstein und Fachwerk, geschlämmt; Wohnhaus Hauptstraße / Güstener Straße, 1-geschossig mit Drempelgeschoss; zur Hauptstraße Schweifgiebel, neue Fensteröffnungen; Traufseite im UG massiv, im OG Fachwerk mit eingearbeiteter Datierung; Satteldach; rechts anschließend korbbogige Tordurchfahrt. Schweifgiebel vielleicht noch 17. Jahrhundert. | 1753          | 24.04.1986       | 9               |
| Vierkanthofanlage aus Backstein                           | Vierkanthofanlage aus Backstein                           | Ameln Hauptstraße 9 Karte                           | Inschriftliche Datierung 1828 im Keilstein der Eingangstür; älterer Kern des Wohnhauses; Wirtschaftsgebäude 19. Jh. mit Veränderungen im 20. Jh.; große Vierkanthofanlage aus Backstein, zur Straße hin Backsteinfront mit korbbogiger Tordurchfahrt, an der rückwärtigen Hofseite im Wirtschaftsgebäude mit korbbogiger Tordurchfahrt, Wohnhaus an der nordwestlichen Ecke des Hofes, 2-geschossig, Tür mit Blausteingewände, Satteldach zur Hofseite über Bögen herabgezogen, Giebelseite über den First hochgezogen. | 1828          | 30.12.1993       | 80              |
| Kath. Pfarrkirche St. Nikolaus                            | Kath. Pfarrkirche St. Nikolaus                            | Ameln Kirchgasse Karte                              | Hallenkirche in neugotischen Formen aus Backstein mit vorgesetztem 3-geschossigen Westturm, Querhaus, 3-seitig geschlossenem Chor mit angebauter Sakristei, spitzbogiger Maßwerkfenster; Turm im UG auf quadratischen Grundriss, die OG ins Achteck übergeführt, spitzbogige Schallarkaden; 8-seitige verschieferte Haube; am Turm Missionskreuz aus Holz, 18. Jh. farbig gefasst, Kreuz mit Kleeblattenden; vollplastischer Korpus aus Holz. | 1856–57       | 24.04.1986       | 14              |
| Wegekapelle                                               | Wegekapelle                                               | Ameln Meerhofstraße/Ecke Grüner Weg Karte           | 2. Hälfte 19. Jh., kleine Wegekapelle aus Backstein, quadratischer Grundriss, 3-seitig geschlossen, kleine spitzbogige Fensteröffnungen; Eingang von Halbsäulen flankiert. Seltener Typus. | 2. H. 19. Jh. | 30.12.1986       | 52              |
| Kriegerdenkmal                                            | Kriegerdenkmal                                            | Ameln Prämienstraße / Ecke Bedburger Straße Karte   | 1918; Obelisk aus poliertem Granit, 2,50 m hoch; Applikation von Eichenlaub und eisernem Kreuz. | 18. Jh.       | 30.12.1986       | 43              |
| Wegekapelle                                               | Wegekapelle                                               | Bettenhoven Weidenstraße Karte                      | Kleiner Backsteinbau, ehemals weiß geschlämmt, auf quadratischem Grundriss mit polygonalem Abschluss und Zeltdach; im Innern Kreuzigungsgruppe des späten 19. Jh. auf marmorierter, gestufter Mensa mit 3 Bildfeldern im Sockel, darauf die Symbole Kreuz, Herz, Dornenkrone und Anker. | 19. Jh.       | 18.02.1992       | 76              |
| weitere Bilder                                            | Kath. Pfarrkirche St. Pankratius                          | Bettenhoven Weidenstraße 4 Karte                    | Schiff und Turm 11. Jh., Chor 15. Jh. Einwölbung des Schiffes 15. Jh.; Seitenschiffe und Sakristei 1843, 1863 und 1865; kleine 3-schiffige Hallenkirche mit niedrigen Seitenschiffen des 19. Jh.; Turm aus Tuffstein mit 8-eckiger spitzer Haube, Eckquaderungen unter Verwendung römischer Spalten, Schiff wohl ebenfalls Tuff, Chor Backstein mit Tufflagen, Erweiterungen der 19. Jh. in Backstein mit Sandsteingefachen; innen Kreuzgratgewölbe, 2 Joche, kleiner Chor mit 3/8-Schluss, Rippengewölbe auf Konsolen, Fenster mit sparsamen Maßwerk, Blaustein-Fußboden im Kirchenschiff, einige alte Epituphien im Fußboden bzw. an der Wand der kleinen Vorhalle, in der Vorhalle ein Kalvarienberg des 17. Jh.; Innenausstattung: Gestühl, Kanzel, Orgelempore und Orgel in neugotischen Formen, Hauptaltar 18. Jh., Seitenaltäre 19. Jh. in neubarocken Formen, im Chor ein freigelegtes Wandgemälde. Am Ostteil der Sakristei Grabkreuz von 1575, am südlichen Chorpfeiler ein Grabkreuz von 1595, nördl. Grabkreuze des 17. bis 19. Jh., im Westen neugotisches Grabmal der Familie Krosch. | 11. Jh.       | 24.04.1986       | 16              |
| Kath. Pfarrkirche St. Vitus                               | Kath. Pfarrkirche St. Vitus                               | Gevelsdorf Dackweilerstraße 2 Karte                 | Langhaus durch Maueranker datiert 1819; Erweiterung 1932–1933; einfacher Backsteinbau-Saalbau mit 4 großen Rundbogenfenstern an den Längsseiten, polygonalem Chorschluss und angebauter Sakristei, Satteldach; breit gelagerter westlicher Vorbau von 4 Geschossen, große Rundbogenfenster, Backstein mit Eternit verkleidet, Walmdach; zugehöriger ehem. Friedhof: einige Grabsteine des 17. u. 18. Jahrhunderts. | 1819          | 25.04.1986       | 18              |
| Backstein-Hofanlage                                       | Backstein-Hofanlage                                       | Gevelsdorf Gut Dackweiler Karte                     | 4-flügelige Hofanlage um einen Innenhof, Backstein mit aufwändiger Ornamentik; Wohnhaus an der Frontseite des Hofes, 2-geschossig, 5-achsig, Mittlere Achse als Risalit vorgezogen, darin rundbogige Türe mit Sprossenoberlicht, Abschluss in kleinen Giebel über Nische mit Konsole; Backstein-Traufgesims, breit gelagertes Krüppelwalmdach; Wirtschaftsgebäude aus derselben Zeit, Backstein teilweise in Zierlagen angebracht; überall originale Sprossenfenster; Krüppelwalmdächer und Satteldächer, korbbogige Tordurchfahrt rechts neben dem Wohnhaus. Im späten 19. Jh selten großer Gutshoftyp in ungewöhnlich guter Erhaltung. | 2. H. 19. Jh. | 25.06.1991       | 60              |
| Wegekreuz                                                 | Wegekreuz                                                 | Gevelsdorf K 7 An Gut Dackweiler Karte              | Inschriftliche Datierung 1857; ca. 4 m hohes Wegekreuz aus Sandstein in neugotischen Formen, Sockel mit Inschrift in spitzbogiger Nische, darüber Blattkonsole aus Basalt; schlichtes Kreuz mit gusseisernem Korpus. | 1857          | 25.06.1991       | 55              |
| Wegekreuz                                                 | Wegekreuz                                                 | Gevelsdorf K 7 Ecke Lüchterhof Karte                | Inschriftlich datiert 1877; ca. 3 m hohes Wegekreuz, Gusseisen auf Sandsteinpfeiler, darin die Inschrift; Kreuz mit mater dolorosa im Fuß, mittlerer verwaschener Inschriftplatte und gusseisernem Korpus mit Blattenden. | 1877          | 18.02.1992       | 71              |
| Wegekapelle                                               | Wegekapelle                                               | Hasselsweiler K 5 Ortsausgang Richtung Müntz Karte  | Inschriftlich datiert 1901; kleine backsteinerne Kapelle in neugotischen Formen mit Sandstein-Maßwerk, kleine Strebenpfeiler, 3/8-Chorschluss, verschiefertes Dach. Vorderseite mit großer Nische geöffnet, darin originale doppelflügelige Holztür; innen alter Fußboden und Altarmensa, schlichtes Rippengewölbe. | 1901          | 01.10.1992       | 79              |
| Backstein-Hofanlage                                       | Backstein-Hofanlage                                       | Hasselsweiler Kreuzstraße 2 Karte                   | Die Gebäudegruppe Kreuzstraße 2 ist eine Backsteinhofanlage aus dem 16. – 18. Jahrhundert mit Veränderungen in der Nachkriegszeit. Sie besteht aus 3 Flügel, die um einen Innenhof herum angeordnet sind. Das Wohnhaus ist giebelständig und trägt einen Backsteinunterbau aus dem 16. Jh. mit Stichbogenfenstern. Der straßenseitig rekonstruierte Treppengiebel weist Holzstockfenster auf. Die äußere Traufseite des Fachwerkobergeschosses ist mit durchgezapften Ankerbalken und überblätteten Schwertragen sowie kleinen, querrechteckigen Fenstern versehen. Die Hofseite wurde modern massiv erneuert und aus einem kleinen modernen Fachwerkanbau mit Satteldach hergestellt. Die rückwärtige Tordurchfahrt besteht aus einem Korbbogen mit wappengeschmückten Keilstein. Die sich anschließende Backsteinscheune aus dem 18. Jh. ist mit einem Satteldach versehen. | 16.–18. Jh    | 12.02.1985       | 6               |
| Backstein-Wohnhaus und Fachwerkscheune                    | Backstein-Wohnhaus und Fachwerkscheune                    | Hasselsweiler Poststraße 1 Karte                    | Durch Maueranker datiert 1778, erhebliche Veränderungen im 20. Jh.; 2-geschossiges Backstein-Wohnhaus; Gartenseite zu 5 Achsen mit Eingang in der Mittelachse, Blausteingewände mit Stichbogen und Keilstein, Fenster und Türen alle modern, Krüppelwalmdach; Hofseite modern verändert; im Hof Fachwerkscheune des 18. Jh.; Front zur Poststraße größtenteils Original erhalten. | 1778          | 30.12.1993       | 81              |
| Backstein-Hofanlage mit Park                              | Backstein-Hofanlage mit Park                              | Hasselsweiler Von-Leerodt-Straße 1 Karte            | Datierung in Mauerankern und im Keilstein des Torbogens: 1706. Veränderungen im 20. Jh.; große Hofanlage aus Backstein, Straßenseite neu verklinkert; Wohnhaus traufenständig, 2-geschossig zu 5 Achsen, Eingang mit Blausteingewände und neuer Tür in der Mittelachse, Sprossenfenster mit neuen Schlagläden; rechts und links anschließend je eine Tordurchfahrt, in der rechten Keilstein mit Wappen Leerodt und Bongart, linke Giebelseite zum Hof Backstein, geschlämmt, ein Fenster mit originalem stichbogigem Gewände; an der rückwärtigen Traufseite Terrassenvorbau des frühen 20. Jh.; 4 Fenster mit Werksteingewänden, stichbogigen Sturz und Keilstein; Satteldach; Wirtschaftsgebäude des 18., 19. u. 20. Jh.; zugehöriger großer Park, darin Grabkreuz von 1865 in neugotischen Formen; an der Ecke zur Kreuzstraße kleiner Pavillon, teilweise 19. Jh., zur Innenseite des Parks erneuert im 20. Jh.; die ganze Anlage stark im 20. Jh. verändert. | 1706          | 30.12.1993       | 87              |
| Backstein-Hofanlage                                       | Backstein-Hofanlage                                       | Hasselsweiler Von-Leerodt-Straße 31 Karte           | Große, 4-flügelige Backstein-Hofanlage; repräsentatives Wohnhaus auf hohem Sockel; das Innere des Wohnhauses wurde nach Zerstörungen im Zweiten Weltkrieg in den 1950er-Jahren erneuert; 2-geschossig, 7 Achsen mit Eingang in der Mittelachse, Blausteingewände mit Stichbogen und Keilstein; zur Hofseite breite vorgelagerte Terrasse, Putz modern mit Eckquaderung des späten 19. Jh.; Fenster mit modernen Rollläden, Tür und Oberlicht erneuert; Krüppelwalmdach, Gartenseite im Zustand des 19. Jh. mit den alten Blausteingewänden, Putz- und Eckquaderung erneuert, Fenster im ED vergittert; der nördlich ans Haupthaus angeführte, eingeschossige Anbau besitzt keine Denkmalqualität. Flankierende Scheunen und Wirtschaftsgebäude des 18. Jh., weitgehender Originalzustand mit korbbogigen Toreinfahrten, einige Blausteingewände mit Stichbogen und Keilstein, ansonsten die Öffnungen im 19. Jh. verändert; Außenfront ganz geschlossen, Satteldächer; im Hof überwiegend erhaltenes Kieselpflasterung. | 18. Jh.       | 22.09.2004       | 93              |
| Kath. Pfarrkirche Hl. Kreuz                               | Kath. Pfarrkirche Hl. Kreuz                               | Hasselsweiler Westend 4 Karte                       | M. 16. Jh.: südliche Chortür mit der Jahreszahl 1541, Erneuerung der Kirche 1685, Neubau des Turmes 1756–1765, Veränderungen 1871–1876 durch Westhaus, Restaurierung 1891–1893 im Innern und an Chor; 2-schiffige Hallenkirche mit den südlichen Schiff vorgelagerten Westturm; Material abwechselnd 7 Schichten Backstein und eine Tuffschicht in der Höhe von 2 Backsteinen; Turm 3-geschossig, im EG auf der Westseite Eingang, darüber großes Fenster; Fenstermaßwerk neu; im Mittelgeschoss je 3-geteilte Spitzbogenblenden; im 2. OG je 2-spitzbogige Schallfenster mit Maßwerk; Helm 8-seitige, verschieferte Pyramide; Schiff und Chor mit abgetreppten Strebepfeilern; spitzbogige Fenster, verändert bei der Restaurierung durch Westhaus; Kreuzgesims aus Haustein, in der Nordostecke zwischen Schiff und Chor teilweise restaurierte Sakristei mit Pultdach; 2-schiffiger Innenraum mit Kreuzgewölbe; über dem Chor kleiner offener Dachreiter; am Chor Missionskreuz des 18. JH. Holz, Kreuzschaft balusterförmig geschnitzt, Kreuz mit Kleeblattenden, Korpus des späten 19. Jh. überdacht. Im zugehörigen Kirchhof mit Umfassungsmauer des 19. Jh., Blausteinkreuze des 18. Jh., neugotische Grabanlagen des 19. Jh. | 1541          | 25.04.1986       | 19              |
| Wegekreuz                                                 | Wegekreuz                                                 | Hasselsweiler Westend/Ecke Von-Hasselt-Straße Karte | Inschriftliche Datierung 1775–1945; Wegekreuz aus Blaustein aus dem 18. Jh., Sockel 1945 erneuert, Blausteinkreuz mit Winkelstützen, abgängiger Korpus. | 1775          | 18.02.1992       | 74              |
| Wohnhaus, Verwalterhaus                                   | Wohnhaus, Verwalterhaus                                   | Höllen Ehrenstraße 16 Karte                         | Fränkische Hofanlage, erbaut in der ersten Hälfte des 19. Jahrhunderts. Folgende Teile dieser Hofanlage wurden unter Denkmalschutz gestellt - das zur Straße traufenständig gelagerte Wohnhaus; - das rechte an das Wohnhaus anschließende, separat gedeckte Verwalterhaus und - das eine Schmalseite des Hofes säumende Wirtschaftsgebäude. | 1. H. 19. Jh. | 29.11.1989       | 53              |
| Kapelle St. Katharina                                     | Kapelle St. Katharina                                     | Höllen Ehrenstraße/Ecke Kaiserstraße Karte          | Erbaut um 1500, Dach und Haube von 1773, Vorhalle Anf. 19. Jh.; 1-schiffiger, gotischer Backsteinbau mit 3-seitig geschlossenem Chor und westlicher Turmhaube, an der Hauptseite neuere Vorhalle mit Freitreppe; Anbau, fensterlos; die Nordseite und der Chor mit spitzbogigem Maßwerkfenster und schlichten Strebepfeilern; im Westen direkt auf dem Dach sitzende, barocke, verschieferte Turmhaube. | um 1500       | 22.05.1986       | 27              |
| Kapelle                                                   | Kapelle                                                   | Hompesch Hottorfer Straße/Ecke K5 Karte             | Kleine Kapelle aus Backstein, Freiseite mit Eingang und runden Maßbogen, an den Seiten je ein rundbogiges Fenster, dreiseitiger Schluss; kleiner verschieferter Dachreiter, darüber ein Kreuz mit Wetterhahn; im inneren einteiliger Altaraufsatz aus Holz, spätes 18. oder frühes 19. Jh. | 19. Jh.       | 24.04.1986       | 17              |
| Wegekreuz                                                 | Wegekreuz                                                 | Jackerath Hohlweg 1 Karte                           | Inschriftlich datiert 1714; ca. 3,50 m hohes Wegekreuz aus Blaustein; hoher Pfeiler auf profiliertem Sockel, Rundbogennische mit Flachrelief der mater dolorosa, darüber eingezogenes Kreuz mit Winkelstützen, flach reliefierter Korpus. | 1714          | 30.12.1986       | 50              |
| Wegekreuz                                                 | Wegekreuz                                                 | Jackerath Holzweiler Straße Karte                   | Kreuz datiert 1911; ca. 2 m hohes Wegekreuz aus Holz, Kleeblattenden, Korpus wohl 18. Jh., Reste farbiger Fassung, neues Dach. | 1911          | 30.12.1986       | 41              |
| Kath. Pfarrkirche St. Maria                               | Kath. Pfarrkirche St. Maria                               | Jackerath Kirchweg 7 Karte                          | Erbaut 1854 bis 1858 von Vincenz Statz, Turm erbaut 1866 von Weise: 3-schiffige neugotische Backstein-Säulenbasilika mit eingezogenem Westturm; innen urspr. kreuzrippengewölbtes Mittelschiff, nach Kriegszerstörung Flachdach eingezogen, erhalten Wanddienste auf Konsolen; Seitenschiffe mit Kreuzrippengewölbe auf Innendiensten und Konsolen, alle Fenster modern; Orgel modern auf neugotischer steinerner Orgelempore mit Hallendecke, Gestühl und Seitenaltäre neugotisch, in der Vorhalle des Turmes älterer Wappenstein eingesetzt; Außenbau mit Tuff- und Basaltgliederungselementen; Turm 3-geschossig auf quadratischem Grundriss mit polygonal vorgesetzten Ecktreppentürmchen, spitze 8-eckige Haube, Polygonalchor, Satteldach, verschiefert; zugehörig Stationsweg von 1728 mit den 7 Schmerzen Mariens, 7 Heiligenhäuschen auf rechteckigem Grundriss, Rechtecknischen mit profiliertem Gesims, giebelartigen Abschluss, in den Nischen moderne Darstellungen der 7 Schmerzen Mariens. | 1854–58       | 25.04.1986       | 20              |
| Backstein-Kapelle                                         | Backstein-Kapelle                                         | Kalrath Lommertzheimerstraße 9 Karte                | Backstein-Kapelle mit Sandsteingewänden und Gliederungen in neuromanischen Formen, 3/8-Schluss; großes Rundbogenportal in abgetreppten Gewände mit eingestellten Säulen; Gliederung durch Rundbogenfriese, kleiner Giebel mit Rundfenstern, innen Kreuzrippengewölbe auf Engelskonsolen, seitlich Rundbogenarkaden mit eingestellten Säulchen; innen neuromanischer Altar mit Figuren aus Holz und zweier Heiliger. Holz, farbig gefasst. | E. 19. Jh.    | 24.04.1986       | 12              |
| Backstein-Hofanlage                                       | Backstein-Hofanlage                                       | Kalrath Lommertzheimerstraße 9 Karte                | Große 4-flügelige Backstein-Hofanlage; 2-geschossiges Wohnhaus in der Hofrückseite, 5 Achsen mit Eingang in der Mittelachse, Eingang mit Blausteingewände, Fenster mit Blaustein-Sohlbänken, Fenster mit originaler Sprossenteilung, Tür und Oberlicht erneuert; Gartenseite zu 7 Achsen, Tür in aufwändigem Blausteingewände mit kapitelänlichen Kämpferblöcken unter dem Gesims, Doppelpfeilertür mit reich verziertem Oberlicht; Wirtschaftsgebäude mit Satteldächern, wenig verändert, Wohnhaus mit Krüppelwalm, dahinter Gartenmauer; anschließende Scheune, 1866. Ungewöhnlich große Anlage mit anspruchsvoller Gestaltung, allgemein guter Originalzustand. | 1. H. 19. Jh. | 18.02.1992       | 77              |
| Kath. Pfarrkirche St Mariä Himmelfahrt                    | Kath. Pfarrkirche St Mariä Himmelfahrt                    | Kalrath Rödinger Straße 1 Karte                     | Dreischiffige neugotische Hallenkirche. Vorgelagerter westlicher Turm auf 8-eckigem Grundriss zu drei Geschossen, im UG und 1 OB Blendgliederungen. Spitzbogige Schallarkaden in Blendnische mit Bogenfries, spitze 8-eckige Haube, westlicher Eingang in tiefer, schmaler Nische mit Spitzbogen und Fenster Inschriftplatte. Südlich Sakristeineubau. Chor mit 3/8 Schluss. Maßwerk und Gliederungselemente in Tuff und Basalt. | 1890          | 30.12.1985       | 7               |
| Backstein-Hofanlage mit Wohnhaus                          | Backstein-Hofanlage mit Wohnhaus                          | Kalrath Rödinger Straße 2 Karte                     | Wohnhaus 1. Hälfte 19. Jh.; Scheune Ende 19. Jh. Backstein-Hofanlage; 2-geschossiges, traufenständiges Wohnhaus zu 5 Achsen, Eingang in der Mittelachse, Eingang mit Blausteingewände und erneuerter Freitreppe, Doppeltür mit Oberlicht, Fenster mit Stichbogen und Blaustein-Sohlbank, Satteldach über gestuftem Traufgesims, hintere Traufseite stark verändert; rückwärtige Scheune 1. Hälfte des 19. Jh., Fachwerk, seitliche Scheune mit Tordurchfahrt Ende des 19. Jh. in Backstein mit hellen Backsteingliederungen in Lisenenform und Klötzchenfries. | 1. H. 19. Jh. | 30.12.1993       | 82              |
| Fachwerk-Wohnhaus                                         | Fachwerk-Wohnhaus                                         | Kalrath Rödinger Straße 22 Karte                    | Das Gebäude Rödinger Straße 22 ist ein traufständiges zweigeschossiges Wohnhaus mit Satteldach. Es ist ein Beispiel eines äußerst selten gewordenen Fachwerktyps früherer Entstehungszeit (etwa um 1500) ehem. Riffelgliederung in rein konstruktiver Durchbildung mit mächtigen Andreaskreuzen und eigenartiger Verteilung der kleinen Fenster. Die ehemalige Kreuzfensterdurchbildung ist noch ablesbar. | um 1500       | 11.02.1885       | 5               |
| Wegekreuz                                                 | Wegekreuz                                                 | Kalrath Rödinger Straße 23 Karte                    | Etwa 2,5 m hohes Wegekreuz aus Blaustein auf hohem Sockel mit Sakramentskonsole, darüber rundbogige Nische, profilierte Gesimse; Kreuz mit Winkelstützen und Korpus im Flachrelief. | 1918          | 30.12.1986       | 42              |
| Kath. Pfarrkirche St. Urban                               | Kath. Pfarrkirche St. Urban                               | Mündt Mündt Nr. 2 Karte                             | Im Kern frühromanisch, nach Beschädigung um 1640 unter Verwendung alter Teile wieder aufgebaut; 3-schiffige Hallenkirche mit halbrunder Apsis, 2-geschossiger Westturm; frühromanische Mauergliederungen an der Nordseite des Schiffes erhalten, Tuffgestein; Rundbogenfries mit rundbogig geschlossenen, schmalen Fenstern, Turm im EG romanisch, aus Tuffstein, im OG barock, aus Sandstein, mit 8-seitiger, spitzer, geschieferter Haube. Zugehöriger Friedhof mit Grabkreuzen des 18. Jahrhunderts. | 1640          | 25.04.1986       | 21              |
| Backstein-Hofanlage (ehem. Rittersitz)                    | Backstein-Hofanlage (ehem. Rittersitz)                    | Müntz Hompescher Straße 4 Karte                     | Vollständiger Umbau mit Durchbruch neuer Fensteröffnungen um 1800; ehemaliger Rittersitz, ehemaliger einteilige Wasserburg; rechteckige Hofanlage aus Backstein, geschlämmt, Wohngebäude in der Nordwestecke, Wohnhaus 2-geschossig, traufenständig, Eingang mit Werksteingewänden in Form von Pilastern mit Gebälk; neue Tür, neue Fenster; in die Front eingemauerter Matronenstein, links anschließende Tordurchfahrt; Satteldach mit geschweiftem Treppengiebel; zur Hofseite veränderter Treppenturm, schlichter 4-eckiger Bau mit Pultdach, neuer Eingang, darüber 3 Wappensteine; Scheunen zur Hofseite mit ausgemauertem Fachwerk, Satteldächer, teilweise modern verändert. | 1573          | 30.12.1993       | 86              |
| weitere Bilder                                            | Jüdischer Friedhof                                        | Müntz Jüdischer Friedhof Karte                      | Jüdischer Friedhof in Müntz, vorübergehend ohne Grabsteine | 1870          | 30.12.1993       | 92              |
| Friedhofskapelle                                          | Friedhofskapelle                                          | Müntz Lindenstraße (neuer Friedhof) Karte           | Inschriftlich datiert 1902, kleine Backsteinkapelle in neugotischen Formen; übergiebelter Vorbau mit spitzbogiger Öffnung, 3-seitiger Schluss; im innern Tonfußboden und Kreuzrippengewölbe, spitzbögige Fensteröffnungen, kleine Eck- und Giebelaufsätze aus Werkstein. | 1902          | 18.02.1992       | 75              |
| Wegekreuz (Rotes Kreuz)                                   | Wegekreuz (Rotes Kreuz)                                   | Müntz Nördlich Gem. Müntz, Flur 16 Parz. 86 Karte   | Wegekreuz aus Gusseisen auf Werksteinsockel, ovales Madaillon, darüber Nische mit mater dolorosa, Kreuz mit Rankenornamentik an den Enden, Korpus in Silberbronze gefasst. | 19. Jh.       | 30.12.1986       | 34              |
| Katholisches Pfarrhaus                                    | Katholisches Pfarrhaus                                    | Müntz Pfarrhausstraße 2 Karte                       | 2-geschossiger Backsteinbau in guten Proportionen; Seite zur Kirche 5-achsig, Eingang mit Werksteingewände und flachem Giebel in der Mittelachse, Fenster mit Blaustein-Sohlbänken; an der Giebelseite Thermofenster; Krüppelwalmdach. | 1840          | 22.05.1986       | 25              |
| Kath. Pfarrkirche St. Peter                               | Kath. Pfarrkirche St. Peter                               | Müntz Raiffeisenstraße Karte                        | Erbaut 1875–1876 an der Stelle einer älteren Kirche nach Plänen von August Carl Lange; Backsteinbasilika in neugotischen Formen mit vorgesetztem, 3-geschossigen Westturm, 5/8-Chorschluss; in Innern Säulen aus schwarzen Marmor; Kreuzrippengewölbe, Ausstattung aus dem späten 19. Jahrhundert größtenteils erhalten; unter dem Turm kleine westliche Vorhalle; Langhaus zu 3 Jochen, spitzbogige Maßwerkfenster; Querhaus; am Chor angebaute Sakristei; Westturm mit angebautem Treppenhaus; Maßwerk-Balustrade im 3 OG; Blendbögen, verschieferte Haube mit Laterne und spitzem Aufsatz. Gut proportionierter, differenzierter Bau. | 1875–76       | 25.04.1986       | 22              |
| Missionskreuz                                             | Missionskreuz                                             | Müntz Raiffeisenstraße Karte                        | Runder steinerner Aufbau in neugotischen Formen, schlichte, präzise Steinmetzarbeit. | 1886          | 25.04.1986       | 23              |
| Backstein-Hofanlage                                       | Backstein-Hofanlage                                       | Müntz Raiffeisenstraße 36 Karte                     | Datierung in Maueranker 1818; Hofanlage aus Backstein, Wohnhaus traufenständig, 2-geschossig, 6 Achsen, Eingang in der 3. Achse von links in Nische zurückverlegt; Fenster mit moderner Verglasung; rechts anschließende, korbbogige Tordurchfahrt; Satteldach; Wirtschaftsgebäude großteils erneuert. | 1818          | 25.06.1991       | 68              |
| Hofanlage aus Backstein                                   | Hofanlage aus Backstein                                   | Müntz Raiffeisenstraße 37 Karte                     | Datierung im Mauerwerk 1754; große Hofanlage aus Backstein; Wohngebäude an der Stelle gelegen, traufenständiger Trakt zu 5 Achsen, Eingang in der 2. Achse von links, neue Tür, Fenster mit moderner Ganzglasscheiben mit Blaustein-Sohlbänken des 19. Jh.; links anschließender gleichständiger Trakt mit neu eingebrochenen Fenstern, spitzer hochgezogener Giebel mit Kaminaufsatz; rechts anschließende Tordurchfahrt mit beschriftetem Keilstein aus Blaustein, geschweifter Treppengiebel; Hofseite anders verändert; im Innenhof im Winkel anschließendes Wirtschaftsgebäude des 19. Jh., an der Rückseite des Hofes Fachwerk des 18. Jh.; Satteldächer; im Hof gusseiserne Wasserpumpe des 19. Jh. | 1754          | 24.04.1986       | 10              |
| Wegekreuz                                                 | Wegekreuz                                                 | Müntz Raiffeisenstraße 37 Karte                     | 20. Jh., in Formen des 18. Jh.; ca. 2,50 m hoch, Werkstein, hoher Sockel mit Sakramentskonsole, Kruzifix mit Winkelstützen, Korpus in Relief. | 18. Jh.       | 30.12.1986       | 32              |
| Wegekreuz                                                 | Wegekreuz                                                 | Müntz Südöstlich der Hottorfer Mühle Karte          | Ca. 3 m hohes Wegekreuz aus Blaustein, farbig gefasst, kräftiger Sockel mit Gesims und Sakramentskonsole, darüber Nische mit muschelförmigen Abschluss, Kreuz mit Winkelstützen; neuer Korpus aus Gusseisen, Kreuzfuß mit Eisenarmierung. | 18. Jh.       | 30.12.1986       | 33              |
| Heiligenhäuschen                                          | Heiligenhäuschen                                          | Opherten Irmundusweg Nähe Rundfunkturm Karte        | Ca. 1,50 m hohes Heiligenhäuschen, Sandstein; große rechteckige Nische mit ehem. profilierter Rahmung, darüber Gesims und dachartiger Abschluss; Nische leer; scheinbar aus Spolien zusammengesetzt. | A. 19. Jh.    | 30.12.1986       | 36              |
| Wegekreuz                                                 | Wegekreuz                                                 | Opherten Urbanstraße 8 Karte                        | Inschriftliche datiert 17...; ca. 3,50 m hohes Kreuz aus Blaustein, Sockel, Pfeilerschaft mit erneuerter Konsole, darüber Kreuz mit verwitterter Darstellung im Fuß, Korpus im Flachrelief. | 17. Jh.       | 30.12.1986       | 49              |
| Backstein-Hofanlage                                       | Backstein-Hofanlage                                       | Rödingen Agricolastraße 12 Karte                    | Die Gebäudegruppe Agricolastraße 12 ist eine Backsteinhofanlage. Der älteste Gebäudeteil des Wohnhauses ist datiert um 1763. Das Objekt stellt wegen seiner Originalität ein qualitätsvolles Zeugnis für die Lebens- und Wohngewohnheiten dar und gibt zudem Aufschluss über Arbeits- und Produktionsverhältnisse im Bereich der Gemeinde Titz. | 1763          | 15.11.1983       | 3               |
| Wegekreuz                                                 | Wegekreuz                                                 | Rödingen Agricolastraße 4 Karte                     | Ca. 4 m hohes Wegekreuz aus Blaustein auf hohem Sockel mit Sakramentskonsole, darüber rundbogige Nische, profilierte Gesimse; Kreuz mit Winkelstützen und Korpus im Flachrelief. | 18. Jh.       | 30.12.1986       | 44              |
| Backsteinhaus                                             | Backsteinhaus                                             | Rödingen Agricolastraße 4 Karte                     | 2-geschossiges Backsteinhaus, traufenständig zu 7 Achsen, die beiden linken Achsen vermutlich ehemaliger Wirtschaftsteil; Eingang in der 3. Achse von rechts, mit pilasterartiger Rahmung und Gebälk aus Blaustein, Oberlicht und neuer doppelflügeliger Tür; Sprossenfenster mit Blaustein-Sohlbänken und neuen Schlagläden; hölzernes Traufgesims, Krüppelwalmdach. | 1. H. 19. Jh. | 30.12.1993       | 85              |
| Backstein-Villa                                           | Backstein-Villa                                           | Rödingen Agricolastraße 5 Karte                     | 1900 inschriftlich notiert; Backstein-Villa mit aufwändiger Putzgliederung in Neu-Renaissance-Formen. 2-geschossig mit Attikageschoss, auf kreuzförmigem Grundriss; Fassade links als Risalit vorgezogen, übergiebelt, im UG mit vorgebautem Erker; rechts und links verandaartige Vorbauten mit Treppenaufgängen, darüber Terrasse; im hinteren Teil der Villa Putz teilweise abgängig; rundbogige Fenster mit ornamentierten Brüstungsfeldern; Fenster und Türen im Originalzustand weitgehend gut erhalten.; umfassende Gartenmauer mit schmiedeeisernem Gitter und gequaderten Torpfeilern; zugehörige Remise aus Backstein mit Krüppelwalmdach. | 1910          | 22.04.1986       | 8               |
| Kath. Pfarrkirche St. Kornelius                           | Kath. Pfarrkirche St. Kornelius                           | Rödingen Corneliusstraße Karte                      | Unterbau des Turmes 12. Jh., Obergeschoss 15. Jh., Haube 1708, Langhaus 1857 von Johann Peter Cremer; Westturm aus Tuff und Backstein, zu 4 Geschossen; im UG Tuffstein in romanischen Formen, große Rundbogenblenden mit Lichtschlitzen in den Lisenen, verputzt; die spätgotischen Obergeschosse aus Backstein mit Sandstein-Eckquaderung. Im 3. Geschoss Blendbögen mit eingesetzten Maßwerk; im 4. OG Schallarkaden; geschweifte, spitze, verschieferte Barockhaube; Langhaus 3-schiffige Hallenkirche aus Backstein in neugotischen Formen, 6 Jochen mit spitzbogigen, 2-bahnigen Fenstern mit Maßwerk; schlichte Strebenpfeiler; Blendbogengliederung unter dem Traufgesims; eingezogener Chor mit 3/8-Schluss in innern Kreuzgratgewölbe; neugotische Ausstattung größtenteils in Original vorhanden, im zugehörigen Kirchhof Grabkreuze des 17. und 18. Jh., neugotische Grabmale; umfassende backsteinerne Kirchhofmauer. | 12. Jh.       | 22.05.1986       | 26              |
| weitere Bilder                                            | Jüdischer Friedhof                                        | Rödingen Einsteinstraße Karte                       | 19. Jh. von einer Backsteinmauer umgebenes Grünareal, an der Mauer aufgestellte Grabsteine, überwiegend aus Sandstein, innere Fläche Rasen. | 19. Jh.       | 24.04.1986       | 13              |
| Fachwerk-Traufhaus                                        | Fachwerk-Traufhaus                                        | Rödingen Grade Eiche 46 Karte                       | 2-geschossiges Fachwerk-Traufenhaus, hoher gemauerter Sockel, ausgemauertes Eichenfachwerk, später verputzt; Haustür in der linken Haushälfte; Fenster in Originalgröße, im rechten Hausteil je 2 gekoppelte Rechteckfenster; links Tordurchfahrt; Satteldach. | 18. Jh.       | 25.06.1991       | 70              |
| Wegekreuz                                                 | Wegekreuz                                                 | Rödingen Hohe Straße Ortsausgang zur L 12 Karte     | Ca. 2,50 m hohes Blausteinkreuz auf hohem, schlichtem Sockel, Pfeiler erneuert; Kreuz mit kleinem Korpus im Relief. | 18. Jh.       | 30.12.1986       | 46              |
| Wegekreuz                                                 | Wegekreuz                                                 | Rödingen K 37 Straße nach Kirchtroisdorf Karte      | Sockel eines Wegekreuzes aus Blaustein, ca. 3 m hoch, mit profilierten Gesimsen, Sakramentsnische mit muschelförmigem Abschluss, neues Kruzifix. | 18. Jh.       | 30.12.1986       | 45              |
| Backstein-Hofanlage                                       | Backstein-Hofanlage                                       | Rödingen Klasend 36 Karte                           | Datierung in Maueranker 1833; Backstein-Hofanlage; Wohnhaus geschlämmt, 2-geschossig, traufenständig zu 3 Achsen, Fenster mit Werkstein-Sohlbänken und Schlagläden; rechts anschließend korbbogige Tordurchfahrt und Wirtschaftsgebäude. | 1835          | 25.06.1991       | 69              |
| Rest einer Backstein-Hofanlage und Wohnhaus               | Rest einer Backstein-Hofanlage und Wohnhaus               | Rödingen Klasend 47 Karte                           | Datierung in Maueranker 1835; Reste einer Backstein-Hofanlage, Wohnhaus 2-geschossig, traufenständig zu 5 Achsen, Eingang mit Doppelpfeilertür, Oberlicht, Blausteingewände und Blaustein-Freitreppe in der Mittelachse; im OG kleinere Fensteröffnungen; backsteinernes Traufgesims, Satteldach, die Giebelwände über den First hochgezogen. | 1835          | 25.06.1991       | 61              |
| Wohnhaus einer ehemaligen Fachwerk-Hofanlage              | Wohnhaus einer ehemaligen Fachwerk-Hofanlage              | Rödingen Klasend 9 Karte                            | Datierung in ehem. Türsturz 1696; spätere Veränderungen; Wohnhaus einer ehem. Fachwerk-Hofanlage; traufenständig, Fachwerk in Geschossbauweise mit später aufgesetzten Drempelgeschoss; Lehm-Stroh-Ausfachung, teilweise spätere Ausmauerungen; neuer Eingang in der Hausmitte, rechts daneben das Sturz der ehem. Tür mit Datierung und Namen des Erbauers; im OG kleine Fensteröffnungen mit Sprossenfenstern; darunter die ehem. Fensteröffnungen noch erkennbar; Satteldach. | 1696          | 18.02.1992       | 73              |
| Wegekreuz                                                 | Wegekreuz                                                 | Rödingen Kroschstraße/Ecke Hohe Straße Karte        | Ca. 4 m hohes Wegekreuz aus Blaustein, Unterbau mit Konsole und Engelskopf-Relief, darüber Sakramentsnische mit muschelförmigem Abschluss, profilierte Gesimse, Kruzifix mit Winkelstützen und Korpus im Hochrelief. | 18. Jh.       | 30.12.1986       | 35              |
| Wegekreuz Lindenhof                                       | Wegekreuz Lindenhof                                       | Rödingen Krumme Eiche Ortsausgang Karte             | Datierung durch Chronogramm 1837; ca. 3,50 m hohes Blausteinkreuz, Pfeiler mit Inschrifttafel, Gesimsplatten, Sakramentskonsole, Kreuzesschaft mit Eisenarmierung, Kreuz mit Winkelstützen und sehr kleinem Korpus in Flachrelief. | 1837          | 30.12.1986       | 47              |
| Heiligenhäuschen                                          | Heiligenhäuschen                                          | Rödingen L 12 Richtung Ameln Karte                  | Inschriftliche Datierung 1886; Heiligenhäuschen aus Backstein mit spitzbogiger Nische und dachförmigen Abschluss, von schmiedeeisernem Kreuz mit Jahreszahl bekrönt. | 1886          | 30.12.1986       | 48              |
| Cornelius-Kapelle                                         | Cornelius-Kapelle                                         | Rödingen Markt / Ecke Klosterstraße Karte           | 1739 inschriftlich datiert; Kapelle aus geschlämmten Backstein auf fast quadratischen Grundriss, mit 3/8-Chorschluss; an den Seiten spitzbogige Fenster mit moderner Verglasung; Eingang an der Frontseite vermutlich neu, mit neuer Tür, darüber Datierung, verschiefertes Satteldach; im innern Altar mit Statue des heiligen Cornelius, um 1800. | 1739          | 25.04.1986       | 24              |
| Traufenständiges Wohnhaus der Hofanlage                   | Traufenständiges Wohnhaus der Hofanlage                   | Rödingen Markt 14 Karte                             | Inschriftliche Datierung im Keilstein 1762, Veränderungen im 19. und 20. Jh.; Wohnhaus einer Hofanlage, 2-geschossig, traufenständig, gequaderten Sockel, Eckverquaderungen; 4 Achsen, Sprossenfenster des 19. Jh. mit Werksteingewänden; Eingang des 18. Jh. mit profilierten Werksteingewände, stichbogigen Sturz mit Keilstein, Oberlicht, erneuerte Tür; rechts anschließende neue Tordurchfahrt; die Hofseite des Gebäudes verputzt, Fenster erneuert. | 1762          | 25.06.1991       | 57              |
| Städtisches Bürgerhaus                                    | Städtisches Bürgerhaus                                    | Rödingen Markt 2 Karte                              | Für die Region untypisches, städtisches Bürgerhaus in romanisierender Backstein-Architektur, farbig abgesetzt; 2-geschossig zu 6 Achsen mit stark betontem Mittelrisalit und seitlicher Durchfahrt. Anschaulicher Originalzustand. | um 1900       | 25.06.1991       | 63              |
| Wohnhaus einer Hofanlage                                  | Wohnhaus einer Hofanlage                                  | Rödingen Markt 30 Karte                             | Datierung in Maueranker 1751; Wohnhaus einer Hofanlage; verputzt, 2-geschossig, traufenständig, Eingang in der 3. Achse von links, mit Werksteingewänden und Oberlicht; im Obergeschoss Sprossenfenster, im Untergeschoss Fenster des 19. Jh., originale Gewände, vorgesetzte Sohlbänke des 19. Jh.; Satteldach, Giebelwände über Firsthöhe hochgezogen; rechte anschließende korbbogige Tordurchfahrt mit originaler, genagelter Tür, darin Fußgängerpförtchen mit schmiedeeisernem Klopfer. | 1751          | 30.12.1993       | 84              |
| Fachwerk-Hofanlage                                        | Fachwerk-Hofanlage                                        | Rödingen Markt 4 Karte                              | Fachwerk-Hofanlage, verputzt, Wohnhaus traufenständig mit paarweise angeordneten Holzstockfenstern; Eingang mit geschnitzter Rahmung und Oberlicht; im Untergeschoss Ganzglasfenster; Satteldach, links anschließende Tordurchfahrt mit Putzquaderung. Selten gewordener Bautyp. | 18. Jh.       | 30.12.1993       | 83              |
| Ehem. Synagoge mit Vorsteher-Wohnhaus                     | Ehem. Synagoge mit Vorsteher-Wohnhaus                     | Rödingen Mühlenend 1 Karte                          | Die letzte im Kreisgebiet von Düren erhaltene Synagoge entstand in den Jahren 1841/42. Das kleine Backsteingebäude befindet sich auf dem rückwärtigen Teil des Grundstückes und ist nur durch das Vorderhaus erreichbar. Trotz seines desolaten Zustands kommt dem Synagogengebäude eine herausgehobene Bedeutung zu, da es aufgrund des >Vergessenwordenseins< einen Originalzustand wiedergibt, wie er sonst kaum noch anzutreffen sein dürfte. Der Typus einer Landsynagoge aus der Mitte des 19. Jh. ist hier anschaulich überliefert. Vor allem sind im Innern charakteristische Merkmale eines jüdischen Kultraumes erhalten, wie z. B. die Nische für den Thoraschrein, die Frauenempore, Wandmalereien. Angesichts der Zerstörungen von Synagogen in der Reichspogromnacht kommt diesem Objekt ein hoher Dokumentationswert zu. Das Vorderhaus, 1934 Wohnhaus des Spezialsynagogenvorstehers, hat nach Kriegsschäden im Außenbau seiner Substanz Veränderungen erfahren, gehört aber aufgrund seiner spezifischen Geschichte zum denkmalwerten Ensemble dazu und vervollständigt den Zeugniswert. Gemeinsam mit der Synagoge wurde auch das Vorderhaus 1841/42 errichtet, bis dahin stand an diesem Ort schon ein jüdischer Betsaal. Es handelt sich hier also um eine Örtlichkeit, die schon seit langer Zeit als Zentrum der jüdischen Glaubensgemeinschaft Bestand hat. | 1841–42       | 03.07.1996       | 90              |
| Wegekreuz                                                 | Wegekreuz                                                 | Rödingen Mühlenend 29 Karte                         | Inschriftliche Datierung 1677; ca. 4 m hohes Wegekreuz aus Blaustein, profilierter Sockel, Kreuz mit Winkelstützen, Korpus in Flachrelief. | 1677          | 18.02.1992       | 78              |
| Wegekreuz                                                 | Wegekreuz                                                 | Sevenich Am Sevenicher Kreuz Karte                  | Inschriftliche datiert 1708; ca. 3 m hohes Kreuz aus Blaustein, Sockel mit Sakramentskonsole, darüber Relief der mater dolorosa, Kreuz mit Winkelstützen, Korpus im Relief. | 1708          | 30.12.1986       | 37              |
| Kapelle                                                   | Kapelle                                                   | Spiel Am Güstener Weg Karte                         | Kleiner Bau auf quadratischem Grundriss aus mehrfarbigen Backsteinen mit Blendbogengliederung und Backsteinfries, Front mit Treppengiebel; 3/8-Schluss; originales schmiedeeisernes Gitter am Eingang; Bekrönung durch Blausteinkreuz im Relief vom ehem. Wegekreuz; im innern 2 Epithape von 1892 und 1917, dazwischen der Sockel des Wegekreuzes mit Sakramentskonsole und Nische mit Relief der mater dolorosa. | 2. H. 19. Jh. | 22.05.1986       | 28              |
| Kath. Pfarrkirche St. Gereon                              | Kath. Pfarrkirche St. Gereon                              | Spiel Denkmalstraße Karte                           | Ältester Teil; Mittelschiff eines Baues aus dem 12. Jh.; gotischer Turm teilweise aus wiederverwendetem Material, Kranzgesims und Helm erneuert, Seitenschiffe im 18. Jh. eingerissen, Mittelschiff zu einschiffiger Kirche umgeändert, Fenster des Obgadens zugemauert, neuer Helm aus den 1890er Jahren; einschiffiger romanischer Saalbau aus Tuffstein; am Schiff breite Lisenen, dazwischen Rundbogenfries von 3 Bogen, im mittleren je ein vermauertes Fenster, die Konsolen der Blendbögen teilweise als Freskenköpfe gearbeitet; Ansetzlinie der ehem. Seitenschiffe noch erkennbar; darunter Einbruch von rundbogigen Fenstern aus dem 18. Jh. Oberfläche verputzt; vorgesetzter Westturm zu 3 Geschossen, abwechselnd aus Backstein- und Tuffsteinschichten vermauert, Eckquaderung aus Sandstein; im Norden am EG heraustretendes Treppenhaus; im 1. OG je 2 Blendnischen mit gedrückten Spitzbogen, im obersten Geschoss spitzbogige Fenster, darunter Blendbogengliederung; spitzer 8-seitiger geschieferter Helm; eingezogener Chor aus Backstein mit schlichter Lisenengliederung; an der Außenseite des Chores hölzernes Missionskreuz von 1871; an der Südseite des Langhauses in der Mauer eingelassene romanische Säule mit Würfelkapitell, vermutlich zum alten Mittelschiff gehörig; zugehöriger Kirchhof mit Grabkreuzen in auffallend hoher Quantität und Qualität; schlichtes Grabkreuz von 1537, Blaustein-Grabkreuze des 17. und 18. Jh., Grabmale des 19. Jh., steinernes Friedhofskreuz aus der Mitte des 19. Jh. | 12. Jh.       | 22.05.1986       | 29              |
| Herrenhausähnliches Wohnhaus                              | Herrenhausähnliches Wohnhaus                              | Spiel Denkmalstraße 1 Karte                         | Inschriftliche Datierung im Torkeilstein 1897; Wohnhaus in herrenhausähnlich Formen, zweigeschossig mit Eckquaderung und Stockgesims; Fenster mit Buntsandstein-Gewänden, teilweise gekuppelt, mit flachen Gesimsen; Staffelgiebel, darunter Dreiergruppen von Fenstern; rechts anschließend zurücktretender Bauteil mit Eingang, rechts geschnitzte Tür, Sandsteingewände, Oberlicht, 2 Seitenfenster, Hofseite schlicht in Backstein ausgeführt; aufgewalztes Satteldach. | 1897          | 22.05.1986       | 31              |
| Wegekreuz                                                 | Wegekreuz                                                 | Spiel Östlicher Ortsausgang Karte                   | Ca. 2 m hoher Rest eines Wegekreuzes, unterer Teil des Sockels abgängig; erhaltene Sakramentskonsole, darüber schlichtes Kruzifix mit kleinem Korpus im Relief. | 18. Jh.       | 30.12.1986       | 40              |
| Wegekreuz                                                 | Wegekreuz                                                 | Titz Am Gut Meerhof Karte                           | Durch Chronogramm datiert 1735; Wegekreuz aus Blaustein, ca. 2,50 m hoch, schlichter Sockel mit einfacher Sakramentskonsole, darüber Kreuz mit Winkelstützen; Korpus im Relief; auf der Rückseite Chronogramm und Relief des Stifters. | 1735          | 30.12.1986       | 39              |
| Kath. Pfarrkirche St. Cosmas und Damian                   | Kath. Pfarrkirche St. Cosmas und Damian                   | Titz Bungstraße 12 Karte                            | Turm 15. Jh., Langhaus 1839; 3-schiffige Hallenkirche, Backstein in neugotischen Formen, Gliederungselemente aus Tuff und teilweise hellem Sandstein; Seitenschiffskapellen mit eigenem Dach, im Außenbau polygonal vertretend; schmaler hoher Polygonalchor; eingezogener Westturm mit begleitenden Treppentürmchen; Langhaus zu 4 Jochen, weite Halle, Kreuzgratgewölbe mit Bandrippen in den Garten und Scheidbögen, schlanke Rundpfeiler mit Viertelung und stilisierten Blattkapitellen auf hohem Podest; Ausstattung mit Heiligenfiguren, Haupt- und Nebenaltären, Beichtstühlen und Gestühl weitgehend Ende des 19. Jh. bis auf den Altarraum erhalten die alten Fußbodenkacheln, Fenster alle modern; Chor und Seitenkapellen mit schlanken Rippengewölben auf Diensten, konsolgestützt; originale Orgelempore mit erneuerter Orgel. | 15. Jh.       | 22.05.1986       | 30              |
| Backstein-Wohnhaus                                        | Backstein-Wohnhaus                                        | Titz Bungstraße 16 Karte                            | Datierung durch Maueranker 1686; großes 2-geschossiges ehemaliges Backstein-Wohnhaus, traufenständig zu 3 Achsen, vergrößerte Fenster des 20. Jh.; Eingänge mit Blausteingewänden; Türen und Fenster erneuert; Satteldächer, abgetreppter Schweifgiebel. | 1686          | 25.06.1991       | 65              |
| Backstein-Wohnhaus                                        | Backstein-Wohnhaus                                        | Titz Bungstraße 18 Karte                            | Datierung durch Maueranker 1686; großes 2-geschossiges ehemaliges Backstein-Wohnhaus, traufenständig zu 4 Achsen, Stichbogenfenster. Eingänge mit Blausteingewänden; Türen und Fenster erneuert; Satteldächer, abgetreppter Schweifgiebel; links anschließend korbbogige Tordurchfahrt; Hofseite stark verändert. | 1686          | 25.06.1991       | 66              |
| Bockwindmühle auf einem Backsteinsockel (Düppelsmühle)    | Bockwindmühle auf einem Backsteinsockel (Düppelsmühle)    | Titz Düppelsmühle Karte                             | Die Düppelsmühle ist eine Bockwindmühle auf einem Backsteinsockel, die 1829 an dieser Stelle errichtet worden ist. Sie ist eine der seltenen noch erhaltenen Mühlen dieses Types und stellt ein Charakteristikum des Jülicher und Titzer Landschaftsbildes dar. | 1829          | 19.11.1982       | 2               |
| Altes Wohnhaus (Putzbau mit Fachwerkkonstruktion)         | Altes Wohnhaus (Putzbau mit Fachwerkkonstruktion)         | Titz Gartenstraße 1 Karte                           | Es handelt sich um ein altes Wohnhaus. Dieses Wohnhaus ist ein zweigeschossiger Bau, der eine Fachwerkkonstruktion des 18. Jahrhunderts zeigt. Das traufenförmige Gebäude hat ein Satteldach, die Giebelseite ist mit Pfannen verkleidet. Das Haus weist gekuppelte Rechteckfenster auf, im Obergeschoss noch mit originaler Teilung. Als eines der letzten Gebäude in Fachwerkkonstruktion der Ortslage Titz kommt diesem Gebäude besondere Bedeutung zu. | 1800          | 18.09.1982       | 1               |
| Hofanlage Gut Betgenhausen                                | Hofanlage Gut Betgenhausen                                | Titz Gut Betgenhausen Karte                         | Als Bestandteil des Denkmals Gut Betgenhausen werden definiert die Vierflügeligkeit der Anlage, die Gräben vor der Nordostseite, das Wohnhaus, das Becken im Innenhof, Tortrakt und Scheune. Die erst im 19. Jahrhundert hinzugekommenen Seitenflügel des Wohnhauses dienten den erweiterten Funktionen eines modernen Gutsbetriebes nach Ende der feudalen Wirtschaftsordnung sind prinzipiell Bestandteil des Denkmales, wenn auch substanziell in großem Umfang erneuert. Vom ehemaligen Kuhstall der Nordwestseite ist lediglich die Hofwand erhalten und schützenswert, von den Gartenanlagen der später als Schule genutzter Pavillon. Alle weiteren Anbauten und Nebengebäude sowie der umgebende Baumbestand sind nicht Bestandteil des Denkmals. | 15. Jh.       | 22.04.1997       | 91              |
| Wohnhaus der Hofanlage                                    | Wohnhaus der Hofanlage                                    | Titz Gut Isenkroidt Karte                           | Durch Maueranker datiert 1840; Wohnhaus einer großen Hofanlage aus Backstein; 2-geschossiger Backsteinbau, Rückseite zu 6 Achsen, Blaustein-Sohlbänke und Keilsteine, Türgewände mit kleinem Giebel; profiliertes Traufgesims, Krüppelwalmdach; Hofseite des Wohnhauses auf hohem Sockelgeschoss mit kleiner vorgelagerter Terrasse, in der 2. Hälfte des 19. Jh. verändert durch stichbogige Fenster, kleinen vorgebauten Risalit in gotisierenden Formen; darin eingebaute Gewände und Pfeilertür von 1840; zugehörig: nordöstlich große backsteinerne Gartenmauer um 1840. | 1840          | 25.06.1991       | 59              |
| Backstein-Hofanlage                                       | Backstein-Hofanlage                                       | Titz Gut Meerhof Karte                              | 18. Jh., mit Veränderungen im 19. u. 20. Jh.; Große Backstein-Hofanlage um einen klassiggepflasterten Innenhof; Wohnhaus an der Rückseite des Hofes, Backstein, 2-geschossig, 7-achsig, Fenster des 19. Jh. mit Blaustein-Sohlbänken, Eingang aus der Mittelachse an die Seite verlegt; Rückseite des Hauses Fassadengestaltung des 19. Jh., in neoklassizistischen Formen, 7 Achsen, davon die mittleren 3 Achsen risalitartig vorgezogen; mit Eckquaderungen, Giebel- und Flurendfenster; Eingang mit Blausteingewände und Doppelpfeilertür; Wirtschaftsgebäude aus Backstein, darin originale Gewände von Barock-Türen erhalten; Satteldächer und Krüppelwalmdächer; im Garten zugehörig kleine Kapelle aus Backstein in neugotischen Formen; Blausteinkreuz von 1869 mit Relief der 7 Schmerzen Mariens; rückwärtig kleines Gartenhäuschen des 19. Jh.; Backstein und Holz mit kleiner Holzveranda mit gusseisernen Säulen; im Hof gusseiserne Wasserpumpe des 19. Jh.; eindrucksvoller spätbarocker Gutshof in anschaulicher Erhaltung. | 18. Jh.       | 30.12.1993       | 88              |
| Backstein-Hofanlage mit Wohnhaus                          | Backstein-Hofanlage mit Wohnhaus                          | Titz Linnicher Straße 54 Karte                      | 3-flügelige Backstein-Hofanlage, Wohnhaus traufenständig, 2-geschossig; Stichbogenfenster mit moderner Verglasung, im EG mit Blausteingewände und Keilstein; Tür mit Blausteingewände und Keilstein, darin verwittertes Chronogramm; Fenster im OG nur mit Backsteingewänden; Rückseite mit Windfangvorbau; Stallungen und Scheunen im 19. Jh., nur Hofseite modernisiert, Satteldächer; Giebel zur Marktstraße modern. | 2. H. 18. Jh. | 25.06.1991       | 64              |
| Backstein-Hofanlage                                       | Backstein-Hofanlage                                       | Titz Linnicher Straße 58 u. 60 Karte                | Das Haus Linnicher Straße 58, ein Wohnhaus, erbaut im Jahre 1787 gehört zu einer ehemaligen Backsteinhofanlage aus dem 18. Jahrhundert. Links neben dem Wohnhaus (Linnicher Straße 60) befindet sich ein Landarbeiterhaus aus dem Anfang des 19. Jahrhunderts, dem vorbeschriebenen Backsteinhof zugehörig. | 1787          | 17.01.1984       | 4               |
| Wohnhaus                                                  | Wohnhaus                                                  | Titz Marktstraße 1 Karte                            | Wohnhaus durch Maueranker datiert 1724, traufenständig, 2-geschossig, 5 Achsen, links korbbogige Tordurchfahrt, Fenster und Türen erneuert mit Stichbogen und Blaustein-Sohlbank, Eingang mit Blausteingewände und Tür des 19. Jh., Satteldach. | 1724          | 25.06.1991       | 62              |
| Wegekreuz                                                 | Wegekreuz                                                 | Titz Velderstraße Karte                             | Inschriftlich datiert durch 2 Chronogramme 1765/1773; ca. 3,50 m hohes Wegekreuz, Blaustein, profilierter Sockel, Pfeiler mit Inschriftplatte und Chronogramm, Konsole, Nische, darüber Kreuz mit verwitterter Inschrift, Winkelstützen und bäuerliche reliefierter Korpus, auf der Rückseite Schlange um Kreuz gewunden, darunter verwitterte Inschrift. | 1765/73       | 30.12.1986       | 38              |
| Barocke Hofanlage mit Wohnhaus (ehem. Velderhof - Wilden) | Barocke Hofanlage mit Wohnhaus (ehem. Velderhof - Wilden) | Titz Velderstraße 9 Karte                           | Im Keilstein und durch Maueranker datiert 1748; repräsentatives Wohnhaus (Backstein), traufenständig, 2-geschossig zu 5 Achsen mit Eingang in der Mittelachse, Stichbogenfenster mit Keilstein, Eingang mit profiliertem Gewände und datiertem Wappen, Tür 19. Jh. Satteldach; hervorragendes Gebäude. | 1748          | 30.12.1986       | 51              |